# Мороне дел Санио
Моро̀не дел Са̀нио (на италиански: Morrone del Sannio) е село и община в Южна Италия, провинция Кампобасо, регион Молизе. Разположено е на 839 m надморска височина. Населението на общината е 666 души (към 2010 г.).